# John Davidson
John Davidson (23 de Dezembro de 1797 — 18 de Dezembro de 1836), foi um intelectual, egiptólogo e explorador inglês.

## Biografia
Davidson estudou farmácia e medicina antes de tornar-se um explorador. Além de ter visitado as Cataratas do Niágara, Nova Orleães e Tampico explorou com maior acuidade o Norte da África e a região oriental do Mediterrâneo. Em 1832 devotou-se ao estudo da egiptologia. Em julho de 1833, como membro da Royal Society, emocionou o público mostrando o desenrolar de uma múmia. Consta que o príncipe Augusto Frederico estava presente na ocasião.
Davidson morreu nos finais de 1836 assassinado por ladrões no deserto de Marrocos.